# Glee Gapui
Glee Gapui is een bestuurslaag in het regentschap Pidie van de provincie Atjeh, Indonesië. Glee Gapui telt 394 inwoners (volkstelling 2010).